# Chicagská škola (ekonomie)
Chicagská ekonomická škola je neoklasická škola myšlení v ekonomické akademii, která se koncentruje kolem přednášejících na Chicagské univerzitě, z nichž někteří vytvořili a zpopularizovali její principy.
Chicagská makroekonomická teorie odmítala keynesiánství ve prospěch monetarismu do poloviny 70. let 20. století, kdy se obrátila k nové klasické ekonomii, kterou silně ovlivnil koncept racionálních očekávání.
Chicagští ekonomové ovlivnili i další obory, zejména teorii veřejné volby a právo a ekonomii, které vedly k revolučním změnám ve studiu politologie a práva. Další ekonomové spojovaní s Chicagem zanechali stopu v oborech tak odlišných jako sociální ekonomie a hospodářské dějiny. Proto neexistuje jasné vymezení chicagské ekonomické školy – tento termín je používaný spíše v médiích než v akademických kruzích. Nicméně Kaufman (2010) uvádí, že chicagská škola může být obecně charakterizována:
Hlubokou oddaností rigorózní vědecké práci a otevřené akademické debatě, nekompromisním přesvědčením o užitečnosti neoklasické teorie ceny a normativní pozicí, která favorizuje a propaguje ekonomický liberalismus a volný trh.

Ekonomická katedra Chicagské univerzity je považována za nejúspěšnější ekonomickou katedru, protože její členové získali více Nobelových cen za ekonomii a medailí Johna Batese Clarka než členové kterékoliv jiné univerzity.

## Osobnosti
- Frank Knight (1885–1972) byl jedním z prvních členů oddělení Chicagské univerzity. Jeho nejvýznamnější práce byla „Risk, nejistota a zisk“ (1921). Knightův pohled byl ikonoklastický a výrazně se lišil od pozdějších myslitelů chicagské školy. Věřil, že zatímco volný trh může být neúčinný, vládní programy jsou ještě více neúčinné.

- Ronald Coase (1910–2013) byl v roce 1991 oceněn Nobelovou cenou. Známý je hlavně pro dva své články. První se jmenuje „The Nature of the Firm“ (1937), v tom vysvětloval důvody existence firem a představil koncept transakčních nákladů. Ve své další stěžejní práci „The Problem of Social Cost“ (1960) konstatuje, že dobře definovaná majetková práva mohou odstranit problémy spojené s pozitivními a negativními externalitami (Coasův teorém).

- George Joseph Stigler (1911–1991) získal Nobelovu cenu za ekonomii v roce 1982. Za jeho stěžejní práce jsou považován článek „The economics of information“ (1961) a „Search unemployment“ (1962). Velmi zastával sílu znalostí a informovanosti, když tvrdil, že ve vědění je síla. Stigler byl mimo jiné dobrým přítelem Miltona Friedmana, dalšího ekonoma z chicagské školy.

- Milton Friedman (1912–2006) byl americký ekonom, v roce 1976 oceněný Nobelovou cenou za ekonomii, díky výsledkům v oblasti analýzy spotřeby, historie a teorie peněz. Za svůj život zastával mnoho vysokých funkcí. V letech 1941–1943 pracoval na americkém ministerstvu financí, tam se zabýval daňovou politikou za druhé světové války. V roce 1950 pak pracoval jako konzultant pro plnění Marshallova plánu. Profesorem na Chicagské univerzitě byl v letech 1946–1977. V roce 1962 se pak proslavil svou knihou Capitalism and Freedom, ve které představil svou myšlenku, dle které může konkurenční kapitalismus pomoci k dosažení ekonomické svobody.

- Robert William Fogel (1926–2013) byl americký vědec, který v roce 1993 získal spolu s Douglassem Northem Nobelovu cenu za ekonomii, a to za znovuobnovení výzkumu ekonomické historie prostřednictvím aplikování ekonomické teorie a kvantitativních metod za účelem vysvětlení ekonomických a institucionálních změn. Za svou kariéru vydal mnoho vědeckých prací. Nejznámější je kvůli své kontroverzi kniha „Slavery and Time on the Cross“, kterou napsal spolu se Stanley Engermanem. V této práci se zabývali podmínkami otroků na jihu a dělníků na severu Ameriky v 19. století. Kromě toho zastával ve svém životě několik vysokých funkcí. Byl například ředitelem Center for Population Economics, výzkumného centra Chicagské univerzity. Také byl vrchním vyšetřujícím agentury NIH – Národní instituty zdraví.

- Gary Becker (1930–2014) získal v roce 1992 Nobelovu cenu a proslavil se svou prací, která se týkala uplatňování ekonomických metod myšlení i v jiných oblastech, jako je zločin, otroctví, sexualita a drogy. Ovšem za předpokladu, že se člověk chová racionálně. Práce se původně zabývala ekonomikou práce. Částečně inspirovala populární ekonomickou knihu „Freakonomics“. Je považován za jednoho ze zakladatelů otázek politické ekonomiky v Chicagu.[4]

- Richard Allen Posner (1939) je americký právní teoretik, ekonom. Od roku 1971 do roku 2017 byl předsedou u odvolacího soudu Spojených států pro 7. okruh (Chicago). Přednášel na právnické fakultě Chicagské univerzity a je hlavním představitelem právního směru, který se nazývá „law and economics“. Jde o aplikaci ekonomických teorií na právní otázky, aby se dalo posoudit, které zákony jsou ekonomicky efektivní. Posner je také nejcitovanějším právníkem 20. století. Richard Posner napsal mnoho knih nejen z oblasti práva a ekonomie, ale také o feminismu, právech zvířat, stejnopohlavních manželstvích a dalších společenských tématech.

- Robert Lucas (1937–2023) v roce 1995 získal Nobelovu cenu. Svůj život zasvětil vyvracení keynesiánství. Jeho nejvýznamnějším příspěvkem je argument, že makroekonomie by neměla být chápána jako celek oddělený od mikroekonomie a jejich analýza by měla vycházet ze stejných základů. Lucasova práce pokrývala mnoho témat z makroekonomie, hlavně ekonomický růst, oceňování aktiv a měnovou ekonomiku.

- Eugene Francis „Gene“ Fama (1939) je americký ekonom a držitel Nobelovy ceny za ekonomii, kterou dostal v roce 2013 spolu s R. J. Shillerem a L. P. Hansenem. Známý je pro svou práci „Chování cen akcií na burze“ (1965), ve které v podstatě přišel s teorií efektivních trhů, která popisuje chování cenných papírů na burze. V projektu Research Papers in Economics (RePEc) byl označen za 12. nejvlivnějšího ekonoma současnosti (říjen 2018).

- Friedrich August von Hayek (1899–1992) byl rakouský ekonom a filozof. V roce 1974 obdržel Nobelovu cenu za ekonomii spolu s Gunnarem Myrdalem. Tu si vysloužil za přínos v teoriích měnové politiky a hospodářského cyklu. Roku 1938 získal britské občanství a v roce 1984 mu byl udělen Řád společníků cti královnou Alžbětou II. Do Chicaga, kde se stal profesorem ekonomie, odešel v roce 1950. Získal Prezidentskou medaili svobody (1991), nebo Hanns Martin Schleyer Prize v roce 1984. Zastával zásady klasického liberalismu, směru vznikajícího hlavně v 19. století, který prosazuje co nejmenší zásahy státu do svobod jednotlivce. V zemích střední Evropy v době sametové revoluce pak měla velký vliv jeho kniha „Cesta do otroctví“ (1944), která byla přeložena i do češtiny.

## Kritika
Paul Douglas, ekonom a dlouholetý senátor za demokraty ze státu Illinois byl znepokojený prostředím, které na univerzitě nalezl. Prohlásil 
“... byl jsem znepokojen, když jsem zjistil, že ekonomičtí a političtí konzervativci získali téměř úplnou nadvládu nad mou katedrou a učili, že rozhodnutí trhu byla vždycky správná… Názory mých kolegů by omezily vládní funkce, jako je právo, policie a armáda na úroveň 18. století, což už tehdy nebylo podle mého názoru dostačující a nebylo by ani pro nás. Tito lidé nepoužívali statistická data pro rozvoj ekonomických teorií a ani by neakceptovali kritickou analýzu ekonomického systému ... (Frank) Knight byl nyní otevřeně nepřátelský a jeho učedníci se zdáli být všude. Kdybych zůstal, bylo by to v nepřátelském prostředí.”

Zatímco o účinnosti hypotézy efektivního trhu (EMH) Eugena Famy se diskutovalo po finanční krizi v letech 2007–2008, její zastánci zdůraznili, že EMH jde v souladu s velkým poklesem cen aktiv, protože událost byla nepředvídatelná.
Ekonom Brad DeLong z Kalifornské univerzity v Berkeley říká, že chicagská škola zažila „intelektuální kolaps“. Laureát Nobelovy ceny Paul Krugman z Princetonské univerzity říká, že některé z připomínek ekonomů z chicagské školy jsou „produktem temného věku makroekonomie, ve kterém je zapomínáno těžce získané vědění“, a tvrdí, že většina recenzovaných makroekonomických výzkumů od poloviny 60. let je mylná a upřednostňoval modely vyvinuté v 30. letech.
Škola byla kritizována za výcvik ekonomů, kteří během 70. a 80. let radili represivní chilské juntě (a v menší míře i jiným podobně ultranacionalistickým jihoamerickým režimům). Ačkoliv byli spojováni s přeměnou Chile na zemi s nejvýkonnější ekonomikou Jižní Ameriky s vzrůstem HDP z 693 amerických dolarů na jednoho obyvatele na začátku roku 1975 na 14,528 na konci roku 2014 (druhý největší v Jižní Americe), kritici oponovali, že zároveň došlo k odpovídajícímu nárůstu nerovnosti v příjmech a že reformy měly negativní vliv na hospodářské politiky Ronalda Reagana a Margaret Thatcherové. V listopadu 2015 měl premiéru film s názvem Chicago Boys, který měl velmi kritický pohled na ekonomické reformy.